# 児玉利一
児玉 利一（こだま りいち、1919年2月19日 - 2008年9月3日）は、大分県大分市出身のプロ野球選手（内野手）・コーチ、解説者。

## 経歴
大分商業では1932年の春の選抜に大分県勢として初出場し、1935年の春ではベスト8に進出した。卒業後は1936年に明治大学へ進学し、4番・一塁手として活躍する傍ら、清水秀雄のリリーフ投手も務めた 。岩本義行、杉浦清、吉田正男、藤本英雄ら錚々たるメンバーと共に六大学史上初の4連覇に貢献。1940年の「東亜競技大会」日本代表（東京六大学選抜）に伊藤庄七・加藤春雄と共に選出され、チームは全勝の成績を収めたが、児玉は1995年にユニフォームと入場式で着用した帽子とネクタイを、野球殿堂博物館に寄贈した。卒業後は終戦を満州で迎え、1946年8月に帰国すると地元の全大分でプレー。
1951年に明大の先輩である天知俊一監督に誘われ、32歳で名古屋ドラゴンズへ入団。1年目の同年は内野手としてプレーしつつ、投手としても1試合の先発を含む4試合に投げた。2年目の1952年からは定位置を確保し主力として活躍し、3年目の1953年からは西沢道夫、杉山悟と共に強力クリーンアップを組む。同年にはリーグ8位の打率.303を記録したほか、オールスター初出場も果たす。コーチ兼任となった1954年は4番・三塁手を任されて打率.272、10本塁打、47打点で球団史上初のリーグ優勝及び日本一に貢献。西鉄との日本シリーズでも10月30日の第1戦（中日）で1-1の同点で迎えた8回裏、西村貞朗からバスターで左翼席に勝ち越し2ラン本塁打を放つなど22打数8安打（打率.364）を記録。カーブを打つのが上手く、「カーブ打ちの名人」と言われていた。1955年と1956年には2年連続でオールスター出場とベストナイン獲得を果たし、1955年には川上哲治に次ぐリーグ2位の打率.315、選手専任に戻った1956年には3月25日の巨人戦（後楽園）から4月12日の国鉄戦（長野城山）まで10試合連続四球を選ぶなどリーグ最多の73四球を記録。1957年には大洋ホエールズへ移籍し、4番・一塁手として活躍。同年10月13日の巨人戦（川崎）で大友工、1958年8月3日の国鉄戦（川崎）でも金田正一からサヨナラ本塁打を放った。1958年には39歳で打率.275、10本塁打を放ったが、同年限りで現役を引退。
引退後はラジオ関東、フジテレビ・関西テレビ・東海テレビ・広島テレビ・テレビ西日本、東海ラジオ、千葉テレビ「CTCダイナミックナイター」（1971年）で解説者として活躍し、解説者時代は相次ぐ現場復帰でFNS系列局の解説者が不足した時期には大部分の全国中継を担当。
OBのプロ退団者のコーチが1973年から認められると、島岡吉郎監督の招聘で、後輩の岡田悦哉と共に母校・明大の外部臨時コーチに就任。島岡は日米大学野球選手権でアメリカに遠征した際、南カリフォルニア大学のロッド・デドー監督の「私の野球は戦前の野球。だから新しいものを取り入れるために、ドジャースから良い面を学んでいる」という言葉に胸を打たれ、帰国後の春季リーグで2位に終わって「技術より精神面を重視してきた大学野球のカラを、このあたりで破る時期にきている」と実感。プロ経験者のコーチ解禁第1号として児玉をコーチに起用し、児玉は引退以来15年ぶりのユニフォーム姿で、黄金時代の選手を思わせない温厚さと懐の深さで選手を指導。打者には「腕でボールを打つな。腰で打つこと」、投手には「腰を軸にしての投法を覚えろ」と教えた。後に主将・エースとして活躍する丸山清光がアンダースローに転向したばかりの際、マウンドのプレートの使い方と右打者のインコース低めに沈むシンカーを伝授。丸山は得意のカーブに加え、プレートの使い方とシンカーで投球に幅ができ、1975年には江川卓を擁する法政を抑えて春秋連覇に貢献し、児玉も祝賀会に出席している。
その後は巨人のオーナーと学生時代から親しかったのが縁で、巨人のキャラクター商品を販売する会社「一球」の会長を務めた。
2008年9月3日午前9時30分、前立腺癌のため東京都文京区の病院で死去。89歳没。

## 詳細情報

### 年度別打撃成績
| 年 度     | 球 団       | 試 合 | 打 席 | 打 数 | 得 点 | 安 打 | 二 塁 打 | 三 塁 打 | 本 塁 打 | 塁 打 | 打 点 | 盗 塁 | 盗 塁 死 | 犠 打 | 犠 飛 | 四 球 | 敬 遠 | 死 球 | 三 振 | 併 殺 打 | 打 率 | 出 塁 率 | 長 打 率 | O P S |
| --------- | ----------- | ----- | ----- | ----- | ----- | ----- | -------- | -------- | -------- | ----- | ----- | ----- | -------- | ----- | ----- | ----- | ----- | ----- | ----- | -------- | ----- | -------- | -------- | ----- |
| 1951      | 名古屋 中日 | 75    | 204   | 166   | 16    | 46    | 7        | 1        | 3        | 64    | 36    | 1     | 0        | 3     | --    | 35    | --    | 0     | 19    | 4        | .277  | .403     | .386     | .789  |
| 1952      | 名古屋 中日 | 119   | 502   | 434   | 67    | 115   | 14       | 2        | 5        | 148   | 54    | 8     | 4        | 5     | --    | 62    | --    | 1     | 39    | 14       | .265  | .358     | .341     | .699  |
| 1953      | 名古屋 中日 | 106   | 404   | 347   | 36    | 105   | 24       | 2        | 5        | 148   | 58    | 6     | 4        | 3     | --    | 51    | --    | 3     | 32    | 5        | .303  | .397     | .427     | .823  |
| 1954      | 名古屋 中日 | 107   | 422   | 353   | 41    | 96    | 21       | 2        | 10       | 151   | 47    | 3     | 3        | 2     | 8     | 54    | --    | 5     | 37    | 9        | .272  | .376     | .428     | .804  |
| 1955      | 名古屋 中日 | 108   | 400   | 355   | 34    | 112   | 21       | 2        | 8        | 161   | 45    | 7     | 5        | 1     | 2     | 40    | 4     | 2     | 28    | 11       | .315  | .388     | .454     | .841  |
| 1956      | 名古屋 中日 | 121   | 448   | 371   | 34    | 102   | 16       | 0        | 3        | 127   | 45    | 3     | 5        | 1     | 1     | 73    | 7     | 2     | 28    | 8        | .275  | .397     | .342     | .739  |
| 1957      | 大洋        | 125   | 493   | 439   | 40    | 110   | 15       | 1        | 7        | 148   | 32    | 1     | 2        | 1     | 1     | 46    | 3     | 6     | 32    | 19       | .251  | .330     | .337     | .667  |
| 1958      | 大洋        | 107   | 401   | 346   | 34    | 95    | 21       | 1        | 10       | 148   | 35    | 3     | 1        | 0     | 1     | 53    | 3     | 1     | 35    | 7        | .275  | .373     | .428     | .800  |
| 通算：8年 | 通算：8年   | 868   | 3274  | 2811  | 302   | 781   | 139      | 11       | 51       | 1095  | 352   | 32    | 24       | 16    | 13    | 414   | 17    | 20    | 250   | 77       | .278  | .374     | .390     | .764  |

- 各年度の太字はリーグ最高
- 名古屋（名古屋ドラゴンズ）は、1954年に中日（中日ドラゴンズ）に球団名を変更

### 年度別投手成績
| 年 度     | 球 団     | 登 板 | 先 発 | 完 投 | 完 封 | 無 四 球 | 勝 利 | 敗 戦 | セ 丨 ブ | ホ 丨 ル ド | 勝 率 | 打 者 | 投 球 回 | 被 安 打 | 被 本 塁 打 | 与 四 球 | 敬 遠 | 与 死 球 | 奪 三 振 | 暴 投 | ボ 丨 ク | 失 点 | 自 責 点 | 防 御 率 | W H I P |
| --------- | --------- | ----- | ----- | ----- | ----- | -------- | ----- | ----- | -------- | ----------- | ----- | ----- | -------- | -------- | ----------- | -------- | ----- | -------- | -------- | ----- | -------- | ----- | -------- | -------- | ------- |
| 1951      | 名古屋    | 4     | 1     | 0     | 0     | 0        | 0     | 1     | --       | --          | .000  | 27    | 5.2      | 6        | 0           | 2        | --    | 0        | 1        | 0     | 1        | 6     | 2        | 3.00     | 1.41    |
| 通算：1年 | 通算：1年 | 4     | 1     | 0     | 0     | 0        | 0     | 1     | --       | --          | .000  | 27    | 5.2      | 6        | 0           | 2        | --    | 0        | 1        | 0     | 1        | 6     | 2        | 3.00     | 1.41    |

### 表彰
- ベストナイン：2回 （三塁手部門：1955年、1956年）

### 記録
- オールスターゲーム出場：3回 （1953年、1955年、1956年）

### 背番号
- 14 （1951年 - 1956年）
- 5 （1957年 - 1958年）
- 77 （1976年）